# 虹のコンキスタドールが本気出しました!?
『虹のコンキスタドールが本気出しました!?』（にじのコンキスタドールがほんきだしました!?、略称：虹マジ）は、2020年4月9日から9月24日までBS11とキングレコードの共同での企画・制作により放送されていた虹のコンキスタドールの初冠バラエティ番組。2020年10月からBS11にて｢虹のコンキスタドールが本気出しました！？ライブ連動特別編｣として、2021年4月から2022年3月までは「虹のコンキスタドールが本気出しました!?～Next Stage～」として月1回放送を行った。

## 概要
虹のコンキスタドールにとって初となるTVレギュラー冠番組。虹のコンキスタドールメンバーが、芸能界で即戦力となるため沢山の人の心に爪痕を残すべく 様々な企画にでチャレンジするバラエティー番組。キャッチコピーは「未来の逸材、ここにいます！」。

## 出演者
- パンサー（向井慧・尾形貴弘・菅良太郎） - MC[2]
パンサーは、レギュラー放送前特別番組で尾形が「虹コンのお兄ちゃんになりたい」と発言しており、番組放送開始後向井のラジオで共演するなど交流を見せている。
- 虹のコンキスタドール
  - 的場華鈴
  - 鶴見萌
  - 中村朱里
  - 根本凪
  - 大和明桜
  - 岡田彩夢
  - 隈本茉莉奈
  - 清水理子
  - 蛭田愛梨
  - 山崎夏菜
  - 大塚望由
  - 桐乃みゆ
  - 石原愛梨沙
  - 神田ジュナ
- ナレーター
  - DJ.ナイク

## 放送日程
| # | 放送日  | 内容                     |
| - | ------- | ------------------------ |
|   | 3月31日 | レギュラー放送前特別番組 |

| #  | 放送日  | 内容                            |
| -- | ------- | ------------------------------- |
| 1  | 4月9日  | 虹マジ的クイズ女王決定戦 前編   |
| 2  | 4月16日 | 虹マジ的クイズ女王決定戦 後編   |
| 3  | 4月23日 | 虹マジ的恋愛ドラマ選手権 前編   |
| 4  | 4月30日 | 虹マジ的恋愛ドラマ選手権 後編   |
| 5  | 5月7日  | 虹マジチューブ王は誰だ⁉︎ 前編    |
| 6  | 5月14日 | 虹マジチューブ王は誰だ⁉︎ 後編    |
| 7  | 5月21日 | インドアクイーングランプリ 前編 |
| 8  | 5月28日 | インドアクイーングランプリ 後編 |
| 9  | 6月4日  | お宝写真満載！虹コンクイズ 前編 |
| 10 | 6月11日 | お宝写真満載！虹コンクイズ 後編 |
| 11 | 6月18日 | スポーツ対決！虹マジピック 前編 |
| 12 | 6月25日 | スポーツ対決！虹マジピック 後編 |

| ＃ | 放送日  | 内容                         |
| -- | ------- | ---------------------------- |
| 13 | 7月9日  | 虹マジ的ドラフト会議！ 前編  |
| 14 | 7月16日 | 虹マジ的ドラフト会議！ 後編  |
| 15 | 7月23日 | お家時間なにしてた？生態調査 |
| 16 | 7月30日 | バラエティー定番ゲーム対決！ |
| 17 | 8月6日  | 虹コン６周年ご褒美ロケ前編！ |
| 18 | 8月13日 | 虹コン６周年ご褒美ロケ後編！ |
| 19 | 8月20日 | 虹マジ的ホラースペシャル     |
| 20 | 8月27日 | 虹マジ的女子力チェック前編   |
| 21 | 9月3日  | 虹マジ的女子力チェック後編   |
| 22 | 9月10日 | 虹マジリクエスト蔵出しSP     |
| 23 | 9月17日 | 虹マジ卒業式 前編            |
| 24 | 9月24日 | 虹マジ卒業式 後編            |

## スタッフ
- 製作：キングレコード、BS11
- 制作協力：ディアステージ、吉本興業
- 制作著作：「虹のコンキスタドールが本気出しました!?」製作委員会
- 構成作家：堀内一寿
- 演出：住田拓英
- ディレクター：井上倫享
- プロデューサー：木俣誠、多田祐一、坂巻候司
- ナレーター：DJ.ナイク

## 関連商品
DVD
※いずれもキングレコードから発売。
- 虹のコンキスタドールが本気出しました!? Special（2020年8月5日発売／KIBE-173）[3]
- 虹のコンキスタドールが本気出しました!? VOL.1（2020年8月5日発売／KIBE-174）[3]
- 虹のコンキスタドールが本気出しました!? VOL.2（2020年8月5日発売／KIBE-175）[3]
- 虹のコンキスタドールが本気出しました!? VOL.3（2020年8月5日発売／KIBE-176）[3]
- 虹のコンキスタドールが本気出しました!? マジ4（2020年11月4日発売／KIBE-177）
- 虹のコンキスタドールが本気出しました!? マジ5（2020年11月4日発売／KIBE-178）
- 虹のコンキスタドールが本気出しました!? マジ6（2020年11月4日発売／KIBE-179）

## 放送局
- 北海道テレビ放送（テレビ朝日系列）2021年10月12日 - 、火曜 1:20 - 1:50 （月曜深夜）